# Анна Софія Брауншвейг-Вольфенбюттельська
Анна Софія Брауншвейг-Вольфенбюттельська (нім. Anna Sophie von Braunschweig-Wolfenbüttel; 29 жовтня 1659 — 28 червня 1742) — принцеса Брауншвейг-Вольфенбюттельська з роду Вельфів, донька герцога Брауншвейг-Вольфенбюттеля Антона Ульріха та принцеси Шлезвіг-Гольштейн-Зондербург-Норбурзької Єлизавети Юліани, дружина маркграфа Карла Густава Баден-Дурласького.

## Біографія
Народилась 29 жовтня 1659 року у Вольфенбюттелі третьою дитиною та другою донькою в родині принца Брауншвейг-Вольфенбюттельського Антона Ульріха та його дружини Єлизавети Юліани Норбурзької. Мала старшого брата Августа Фрідріха та сестру Єлизавету Елеонору. Згодом у неї з'явилося десятеро молодших братів і сестер, з яких вижили Август Вільгельм, Августа Доротея, Генрієтта Крістіна та Людвіг Рудольф.
У 1685 році батько Анни Софії став герцогом та рівноправним співправителем свого брата. Сама вона на той час вже була одружена.
У переддень свого 18-річчя Анна Софія взяла шлюб із 29-річним марграфом Карла Густава Баден-Дурлаським, молодшим братом та спадкоємцем правителя Баден-Дурлаху Фрідріха VII. Наречений був королівським полковником Протестантського піхотного полку. Весілля пройшло 28 жовтня 1677 у Вольфенбюттелі. За рік народила доньку. Всього у шлюбі було четверо дітей.
Під час війни за Пфальцьку спадщину наприкінці 1680-х Баден-Дурлах постраждав від нашестя французьких вояків. Карл Густав продовжив військову кар'єру і дослужився до фельдмаршала. Він помер у жовтні 1703 року.
Анна Софія пережила чоловіка, всіх дітей та п'ятьох онуків і пішла з життя у 82-річному віці 28 червня 1742 року, маючи п'ятьох праонуків. Була похована у Марієнкірхе Вольфенбюттеля.

## Родина
Чоловік — Карл Густав Баден-Дурласький
Діти:
- Крістіна Юліана (1678—1707) — дружина герцога Саксен-Айзенаху Йоганна Вільгельма, мала семеро дітей;
- Карл (30 березня—30 серпня 1680) — прожив 5 місяців;
- Фрідріх Рудольф (1681—1682) — прожив 1 рік;
- Карл Антон (1683—1692) — прожив 9 років.